# Janusz Alwasiak
Janusz Franciszek Alwasiak (ur. 3 grudnia 1932 w Pabianicach, zm. 12 lipca 2019) – polski lekarz, profesor doktor habilitowany nauk medycznych, nauczyciel akademicki, Honorowy Obywatel Pabianic.

## Życiorys

### Młodość
Jeden z pięciu synów Michała Alwasiaka i Janiny z domu Kołodziejczyk, wychowywał się w rodzinie robotniczej. W chwili wybuchu wojny miał 7 lat i naukę szkolną odbywał na tajnych kompletach. W 1942 został sam z matką i braćmi, ponieważ ojciec trafił do obozu koncentracyjnego w Auschwitz, a następnie w Buchenwaldzie. Maturę zdał w 1951 w  Gimnazjum im. Jędrzeja Śniadeckiego w Pabianicach (obecnie I Liceum Ogólnokształcące im. Jędrzeja Śniadeckiego), a w latach 1951–1957 studiował na Wydziale Lekarskim Akademii Medycznej w Łodzi.

### Kariera medyczna
Pracę lekarza rozpoczął w Szpitalu Miejskim w Pabianicach. 24 września 1960 uzyskał I stopień specjalizacji z anatomii patologicznej (czyli patomorfologii, a  30 kwietnia 1964 I stopień specjalizacji z chorób wewnętrznych. W 1964 rozpoczął pracę w Zakładzie Anatomii Patologicznej Akademii Medycznej w Łodzi pod kierownictwem profesora Aleksandra Pruszczyńskiego. Tytuł specjalisty II stopnia z zakresu anatomii patologicznej zdobył 11 kwietnia 1968. 10 grudnia 1969 obronił rozprawę doktorską, której promotorem był docent Andrzej Głuszcz, i uzyskał stopień doktora nauk medycznych. Tytuł specjalisty neuropatologii posiada od 14 maja 1975. W 1975 przeniósł się do Ośrodka Naukowo-Badawczego Akademii Medycznej w Łodzi, przekształconego w Katedrę Onkologii, którą kierował prof. Leszek Woźniak. Otrzymał tam stanowisko kierownika Pracowni Cytodiagnostyki Klinicznej. 15 grudnia 1981 zakończył swój przewód habilitacyjny i w lipcu 1983 uzyskał stanowisko docenta. Profesorem nadzwyczajnym Akademii Medycznej w Łodzi został w 1986. Tytuł profesora zwyczajnego nauk medycznych Prezydent Rzeczypospolitej Polskiej nadał mu 12 maja 1992. W 1996 objął stanowisko kierownika Zakładu Patologii Nowotworów Katedry Onkologii Akademii Medycznej w Łodzi. Pomimo przejścia na emeryturę w 1999 pozostał aktywny zawodowo.
Pochowany na Cmentarzu Ewangelickim w Pabianicach.

### Działalność pozazawodowa
Na przestrzeni lat 1949–1965 czynnie uprawiał sport jako piłkarz klubu PTC Pabianice oraz hokeista Włókniarza Pabianice. W ramach PTTK trenował narciarstwo. Od 1988 zaangażował się w pracę społeczną na rzecz Pabianic i został czynnym członkiem Zarządu (a następnie Członkiem Honorowym) Towarzystwa Przyjaciół Pabianic. 5 listopada 1996 otrzymał tytuł Honorowego Obywatela Miasta Pabianice.

## Dorobek naukowy
Spektrum jego zainteresowań naukowych koncentrowało się wokół nowotworów, głównie ośrodkowego układu nerwowego. Na temat mechanizmów obronnych w nowotworach, wznów glejaków, wzrostu i rozsiewu chłoniaków w ośrodkowym układzie nerwowym opublikował 98 prac. Spośród nich 59 ukazało się w językach obcych. Odbył szkolenia specjalistyczne w renomowanych ośrodkach medycznych takich jak Uniwersytet Stanford w Kalifornii, Uniwersytet Tromsø, szpitale w Bodø i Skien w Norwegii, Leiden i Delfcie w Holandii. W latach 1973–1977 kierował pracami polsko-amerykańskiego zespołu zajmującego się biologią i histochemią glejaków.
Członek licznych towarzystw i organizacji naukowych:
- Polskiego Towarzystwa Onkologicznego (w latach 1982–1990 był przewodniczącym Oddziału Łódzkiego PTO), otrzymał tytuł członka honorowego tego towarzystwa;
- Towarzystwa Patologów Polskich;
- Krajowego Zespołu Specjalistycznego w dziedzinie patomorfologii (w latach 1987–1991 był wiceprzewodniczącym Zespołu);
- Komisji Neuroonkologii Komitetu Nauk Neurologicznych Polskiej Akademii Nauk;
- European Academy of Pathology;
- International Society of Neuropathology.

Kierował specjalizacją 7 lekarzy w dziedzinie patomorfologii i 2 lekarzy w dziedzinie neuropatologii.
Wypromował 5 doktoratów z zakresu nauk medycznych:
- Badania nad pochodzeniem komórek śródmiąższowych naczyniaka płodowego (dr Aleksandra Omulecka 1 stycznia 1990);
- Wyniki leczenia elektrokonizacją ciężkiej dysplazji i raka przedinwazyjnego szyjki macicy (CIN III) (dr Janusz Sobotkowski 25 maja 1993);
- Histoklinika prymitywnych neuroektodermalnych guzów CUN (dr Paweł Kolasa 21 czerwca 1994);
- Badania odległe kobiet z rozpoznaniem cytologicznym CIN (follow-up) (dr Jan Matyjaszczyk 13 grudnia 1994);
- Białko p 65 w naciekającym przewodowym raku sutka u kobiet (dr Marek Stempień 4 czerwca 1996).

Ponadto recenzował rozprawę habilitacyjną prof. Stanisława Spornego Cytodiagnostyka chorób tarczycy (15 grudnia 1998).